# Весільна змія струнка
Весільна змія струнка (Dryocalamus gracilis) — неотруйна змія з роду Весільна змія родини вужеві.

## Опис
Загальна довжина досягає 45—53 см. Голова невелика, сплощена, закруглена. Тулуб дуже тонкий, стрункий, короткий з 15 рядками луски. Є 1 розділений анальний щиток, 2 розділених носових щитка. Хвіст довгий.
Забарвлення спини темно—коричневе з 35—50 косими білими або жовтими лініями від голови до кінця хвоста. Ці смуги стають ширшими в області черева. на шиї є жовті або кремові плями. Верхньогубні щитки білого кольору. Черево кремового або жовтого кольору.

## Спосіб життя
Полюбляє тропічні ліси. Значну частину життя проводить на деревах. активна вночі. Живиться сцинками та ящірками.
Це яйцекладна змія. Самиця відкладає 3—4 яйця.

## Розповсюдження
Мешкає на півдні Індії, на о.Шрі-Ланка, у М'янмі.